# Río Meyerda
El río Meyerda, también transliterado como wadi Majardah, wadi Medjerha y oued Majardah (en árabe: نهر مجردا‎), es un destacado río del noroeste de África que discurre por Túnez y Argelia y desemboca en el mar Mediterráneo. Con una longitud de 450 km, es el río más grande de Túnez y constituye la principal fuente de riego y agua potable del país. 
Fue un punto estratégico a lo largo de la historia, y a sus riberas se libraron varias batallas. Importantes ciudades de la antigüedad clásica, como Cartago, Bizerta, Útica y Túnez, se fundaron a sus orillas. En esa época era conocido como río Bagradas.

## Geografía

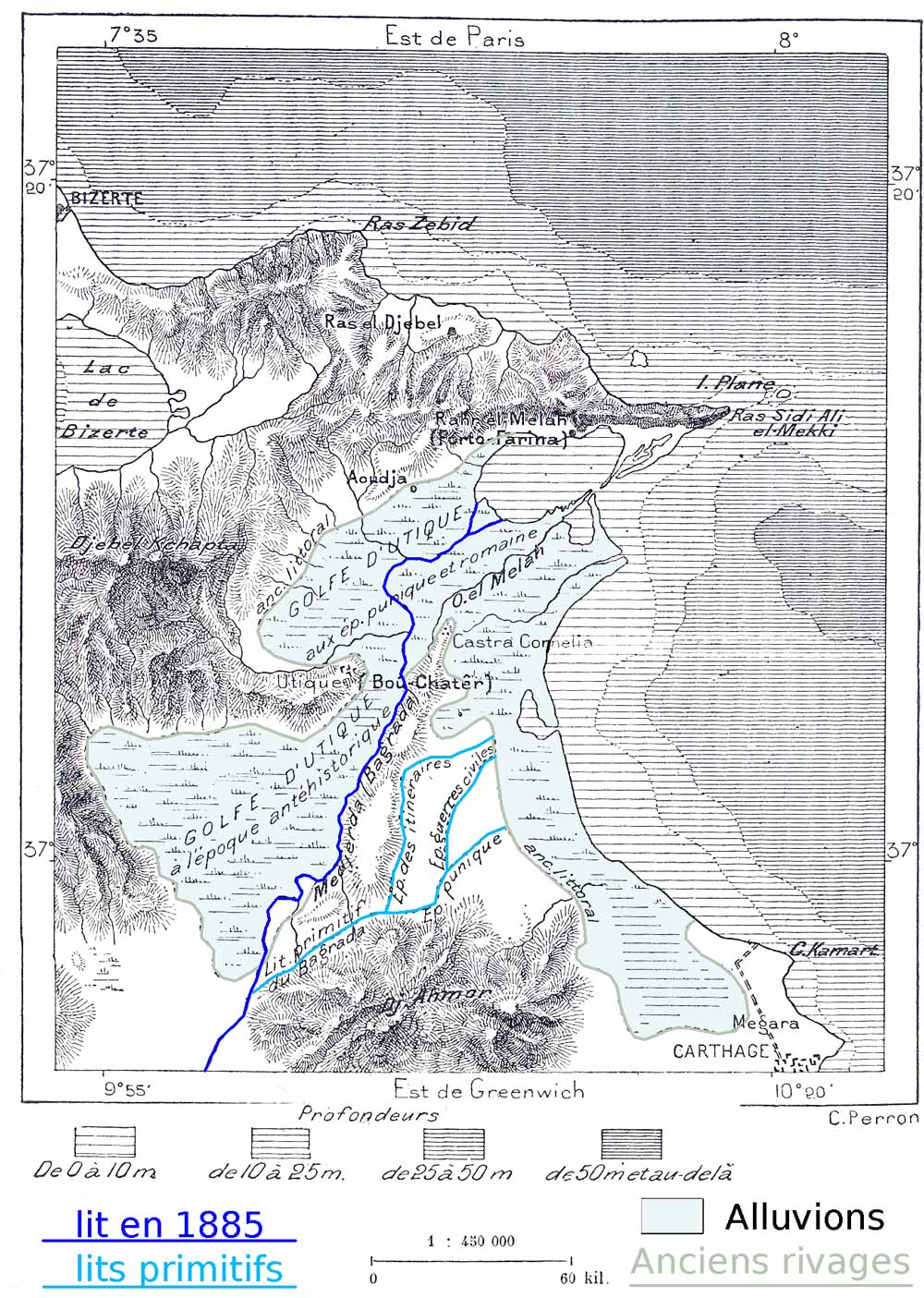
Evolución histórica del río Meyerda

El Meyerda nace cerca de Souk-Ahras, en la cordillera del Atlas, al noreste de Argelia. Fluye por este país unos 65 km hacia el este y luego entra en Túnez, cerca de Jendouba. Después continúa unos 350 km hasta llegar al golfo de Útica (en el golfo de Túnez), donde desemboca en el mar Mediterráneo formando un estuario aluvial junto a la ciudad de Bizerta, que delimita el norte del golfo y el sur de la bahía de Ghar El Melh (Porto Farina). 
La principal crecida del río se produjo en 1973 y arrastró en seis días 100 millones de toneladas de material de las que tres cuartas partes se depositaron en las zonas inundables. La situación, aparte de esta excepcional, mejoró con la construcción de embalses a partir de 1935, y ha pasado de una media de 25 millones de toneladas a las seis millones actuales.

## Afluentes
Sus principales afluentes son:
- por la izquierda, el Bu Heurtma, Kasseb y Beya, que actúan de drenaje de las montañas denominadas de la Meyerda y en las Yebel El Guessa, Yebel Bu Gutrán, Yebel Sabram, Yebel Tabuna, Yebel Zbla, Yebel Anq y Yebel Lanserine.

- por la derecha, el río Mellegue (el principal de todos los afluentes, con 130 km, que drena, con sus numerosos subafluentes, una gran zona que llega hasta Argelia), el río Tessa (85 km), el río Siliana (120 km), Kralled (que atraviesan las vertientes septentrional de las montañas Eich Cheid, El Adoba, Richane, y Kifene Ali Sansu), y otros menores en los valles de las montañas Zeller, Berda y Tabrone.

El río tiene la presa más grande de Túnez, la presa de Sidi Salem.